# Ben Miller
Bennet Evan (Ben) Miller (Londen, 24 februari 1966) is een Brits komiek, acteur, regisseur, filmproducent en scenarioschrijver

## Carrière
Miller groeide op in Nantwich. Zijn carrière begon tijdens zijn promotieonderzoek aan de Universiteit van Cambridge (op het gebied van kwantummechanica). Hier ontmoette hij Alexander Armstrong, met wie hij een duo vormde en vanaf 1997 vier seizoenen lang de succesvolle sketchserie Armstrong and Miller op de buis bracht. In 2007 keerde het programma min of meer terug, maar dan onder de titel The Armstrong and Miller Show.
Daarnaast was Miller te zien in diverse films, waarvan Johnny English en Johnny English Strikes Again wellicht de bekendste zijn.

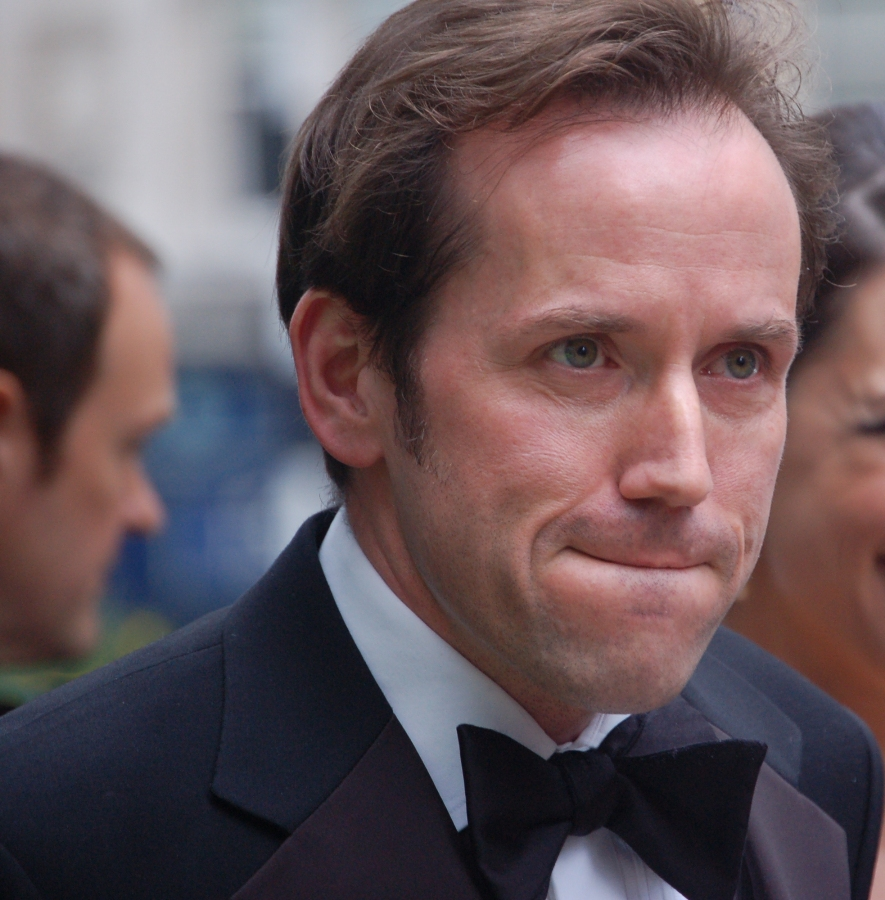
Ben Miller bij de BAFTA's in 2008

## Filmografie

### Films
Uitgezonderd korte films.
- 2024 Paddington in Peru - als kolonel Lancaster
- 2022 This Is Christmas - als Jonathan
- 2022 The Loneliest Boy in the World - als Frank
- 2021 Off the Rails - als Dan
- 2018 Johnny English Strikes Again - als Bough
- 2018 The Extraordinary Journey of the Fakir - als officier Smith
- 2017 Paddington 2 - als kolonel Lancaster
- 2015 Molly Moon and the Incredible Book of Hypnotism - als mr. Alabaster
- 2014 The Incredible Adventures of Professor Branestawm - als mr. Bullimore
- 2014 What We Did on Our Holiday - als Gavin
- 2011 The Engagement - als barkeeper
- 2010 4.3.2.1. - als mr. Phillips
- 2009 Primeval Evolved - als James Lester
- 2009 The Key Party - als Mark
- 2009 Within the Whirlwind - als Krasny
- 2007 Razzle Dazzle: A Journey Into Dance - als mr. Jonathon
- 2005 Malice Aforethought - als dr. Edmund Bickleigh
- 2004 The Prince and Me - als Soren
- 2003 The Actors - als Clive
- 2003 Johnny English - als Bough
- 2002 Jeffrey Archer: The Truth - als Roland Moxley-Nemesis
- 2002 Surrealissimo: The Scandalous Success of Salvador Dali - als Yoyotte
- 2001 Birthday Girl - als conciërge
- 2001 The Parole Officer - als Colin
- 2000 There's Only One Jimmy Grimble - als Johnny Two Dogs
- 2000 The Blind Date - als Joe Maxwell
- 2000 Cinderella - als Dandini
- 1999 Coming Soon - als Ben
- 1999 Passion Killers - als Nick
- 1999 Hunting Venus - als Gavin
- 1999 Plunkett & Macleane - als Dixon
- 1995 Sardines - als Simon

### Televisieseries
Uitgezonderd eenmalige gastrollen.
- 2021-2022 Professor T. - als Professor T. - 12 afl.
- 2004-2022 Doc Martin - als Stewart James - 3 afl.
- 2022 Suspect - als Richard - 8 afl.
- 2011-2021 Death in Paradise - als DI Richard Poole - 18 afl.
- 2020 Bridgerton - als Lord Archibald Featherington - 8 afl.
- 2019 The Man - als Carter - 3 afl.
- 2017-2018 Tracey Ullman's Show - als Rupert Murdoch - 7 afl.
- 2018 Tracey Breaks the News - als Rupert Murdoch - 2 afl.
- 2016 I Want My Wife Back - als Murray - 6 afl.
- 2015 Horrible Science - als McTaggart - 10 afl.
- 2015 Ballot Monkeys - als Kevin Sturridge - 5 afl.
- 2015 Asylum - als Daniel Hern - 3 afl.
- 2007-2011 Primeval - als James Lester - 36 afl.
- 2007-2010 The Armstrong and Miller Show - als diverse personages - 19 afl.
- 2008-2009 Moving Wallpaper - als Jonathan Pope - 18 afl.
- 2006 Popetown - als de priester - 10 afl.
- 2004-2006 The Worst Week of My Life - als Howard Steel - 17 afl.
- 2002 The Book Group - als Martin Logan - 2 afl.
- 1997-2001 Armstrong and Miller - als diverse personages - 27 afl.
- 1996 Saturday Live - als Strikja - 7 afl.
- 1995 Look at the State We're In! - als Marty - 6 afl.
- 1993 Paul Merton: The Series - als diverse personages - 6 afl.

### Filmproducent
- 2015 Horrible Science - televisieserie - 10 afl.
- 2011 Comedy Showcase - televisieserie - 1 afl.
- 2007-2010 The Armstrong and Miller Show - televisieserie - 19 afl.

### Filmregisseur
- 2010 Huge - film
- 2006 Saxondale - televisieserie - 1 afl.
- 2005 Starry Night - korte film

### Scenarioschrijver
- 2009-2010 The Armstrong and Miller Show - televisieserie - 12 afl.
- 2010 Huge - film
- 1997-2001 Armstrong and Miller - televisieserie - 27 afl.
- 1997 MindGym - computerspel
- 1995 Sardines - film

- Bibliothèque nationale de France: cb146016072 (data)
- Gemeinsame Normdatei: 1135187940
- International Standard Name Identifier: 0000 0000 7844 5385
- Library of Congress Control Number: no2004005345
- MusicBrainz: e2e407f0-a4a2-4c90-8cb1-4ae2ba5b9461
- Nationale Bibliotheek van Tsjechië: xx0049248
- Nationale Bibliotheek van Israël: 987007338483805171
- Nederlandse Thesaurus van Auteursnamen: 369656903
- Système universitaire de documentation: 084292741
- Trove: 1456860
- Virtual International Authority File: 51939148
- WorldCat: E39PBJtX843Mh746BwmV7TwwG3